# Lithothamnion labradorense
Lithothamnion labradorense Heydrich, 1901  é o nome botânico  de uma espécie de algas vermelhas  pluricelulares do gênero Lithothamnion, subfamília Melobesioideae.
- São algas marinhas encontradas em Labrador.

## Sinonímia
- Não apresenta sinônimos.